# Miszycha
Miszycha (ros. Мишиха) – stacja kolejowa na trasie kolei transsyberyjskiej. 28 czerwca 1866 była miejscem bitwy pod Miszychą, gdzie wojsko rosyjskie rozbiło oddziały polskich powstańców zabajkalskich. Obecnie znajduje się tam pomnik w formie krzyża na kamiennym postumencie, na którym umieszczono tablicę pamiątkową upamiętniającą poległych.